# Ритен
Ритен (њем. Rüthen) град је у њемачкој савезној држави Северна Рајна-Вестфалија. Једно је од 14 општинских средишта округа Зоест. Према процјени из 2010. у граду је живјело 10.785 становника. Посједује регионалну шифру (AGS) 5974036, NUTS (DEA5B) и LOCODE (DE RUT) код.

## Географски и демографски подаци
Ритен се налази у савезној држави Северна Рајна-Вестфалија у округу Зоест. Град се налази на надморској висини од 380 метара. Површина општине износи 158,1 km². У самом граду је, према процјени из 2010. године, живјело 10.785 становника. Просјечна густина становништва износи 68 становника/km².

## Међународна сарадња
| Мјесто | Држава               | Врста сарадње | Од    |
| ------ | -------------------- | ------------- | ----- |
| Дирам  | Уједињено Краљевство | партнерство   | 1984. |
| Извор  |                      |               |       |

## Партнерски градови
- Егелн
- Dereham